# Gözcü

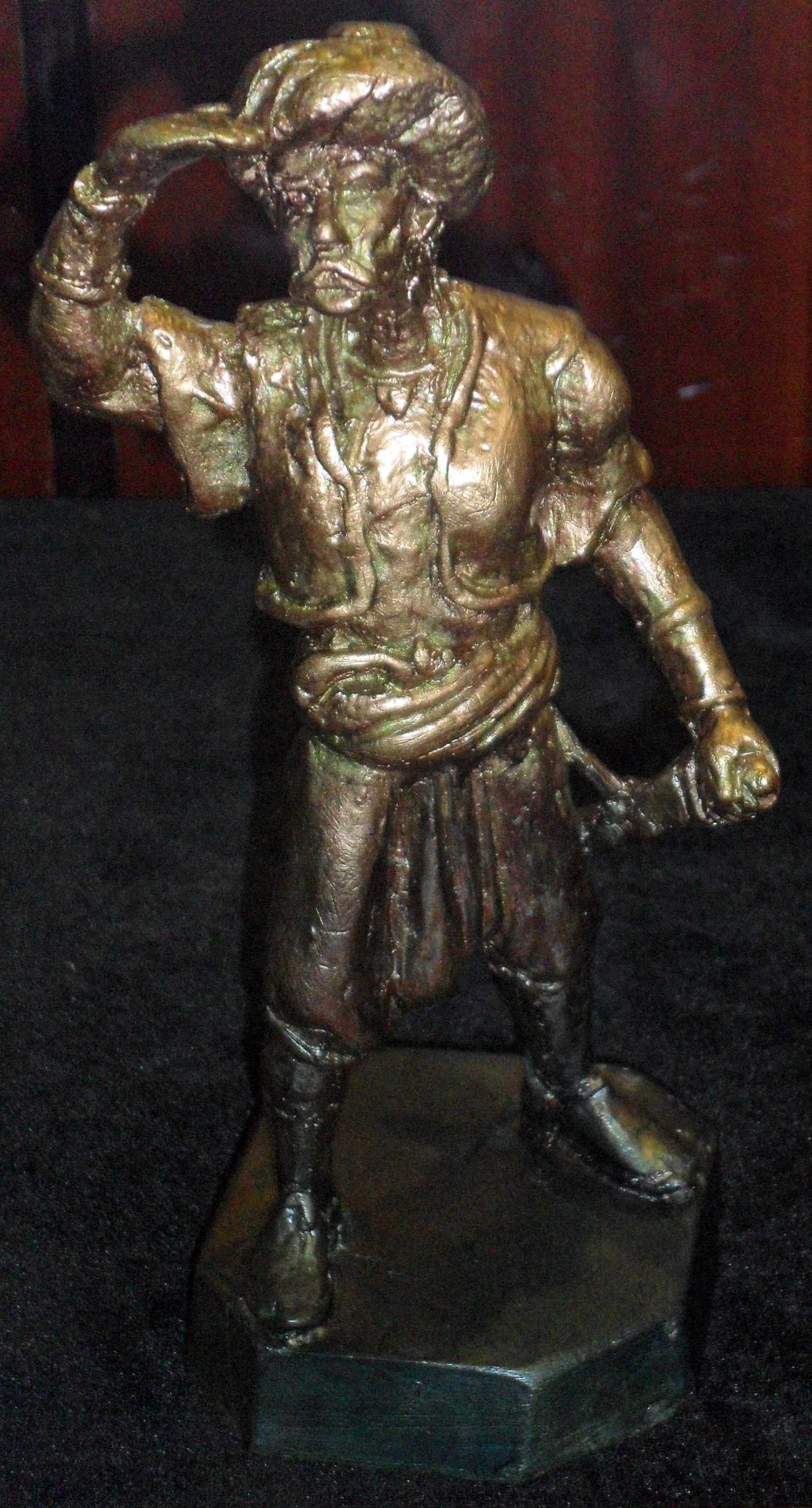
Namenspatron: „der Ausschau haltende Wächter“

Gözcü (Wächter) war eine türkische Tageszeitung, die in Istanbul erschien. Das indirekte Nachfolgeblatt ist Sözcü.

## Geschichte
Ab dem 15. Mai 1996 erschien in der Mediengruppe Doğan eine Tageszeitung namens Gözcü (Wächter). Während die nur wenige Wochen zuvor vom selben Verlagshaus herausgebrachte Qualitätszeitung Radikal eine linksliberale Ausrichtung hatte, verfolgte die boulevardeske Gözcü eine strikt nationalistische und kemalistische Linie. Sie war konservativ, aber säkular. Nachdem die Partei für Gerechtigkeit und Aufschwung (AKP) Ende 2002 an die Macht gelangt war, nahm Gözcü eine deutlich oppositionelle Haltung ein. Zuletzt erzielte sie eine Auflage von rund 130.000 verkauften Exemplaren täglich.
Mit der Ausgabe vom 1. April 2007 wurde Gözcü eingestellt. Rahmi Turan, in den elf Jahren ihres Erscheinens Chefredakteur von Gözcü, begründete die Schließung mit mangelnder Wirtschaftlichkeit. Angesichts der vorliegenden Verkaufszahlen hielten Kritiker diese Darstellung für unglaubwürdig. Sie vermuteten, dass Verleger Aydın Doğan die Zeitung aus politischen Gründen eingestellt habe, weil diese der AKP-Regierung des damaligen Ministerpräsidenten Recep Tayyip Erdoğan missfallen habe. Auch der Journalist Emin Çölaşan, bei der Schließung von Gözcü noch Autor der Doğan-Zeitung Hürriyet und seit 2009 Kolumnist bei Sözcü, bezweifelte nachträglich, dass das Blatt aus wirtschaftlichen Gründen eingestellt wurde, und bezeichnete die Schließung als „Kapitulation“ des Verlegers.